# Le 43 dinastie di Antares
Le 43 dinastie di Antares (The 43 Antarean Dynasties) è un racconto di fantascienza del 1997 scritto da Mike Resnick.
La storia si può considerare un derivato fantascientifico dello studio del postcolonialismo.
Nel 1998 il racconto ha vinto il Premio Hugo e l'Asimov's Reader Poll Award, inoltre è stata candidata al Premio Locus. 

## Storia editoriale
Fu pubblicato per la prima volta nel numero del dicembre 1997 della rivista Asimov's Science Fiction ed è stato ristampato in diverse antologie di fantascienza, tra queste le raccolte di opere di Mike Resnick A Safari of the Mind del 1999 e Win Some, Lose Some del 2012.
La traduzione in italiano di Roldano Romanelli fu pubblicata nel novembre 1999 nell'antologia I Premi Hugo 1995-1998, volume n. 33 della collana Grandi Opere Nord.

## Trama
Sul pianeta Antares una guida turistica nativa, che si fa chiamare Hermes dai terrestri, mostra a una famiglia di tre umani le meraviglie della sua città.
Sfortunatamente, i terrestri sono annoiati e insensibili alla violenza e distruzione che le passate invasioni hanno portato ad Antares e in generale mostrano ogni tipo di comportamento rozzo.
Hermes, un ex insegnante universitario costretto a diventare una guida turistica per motivi finanziari, è infastidito dall'atteggiamento dei terrestri e allo stesso tempo rattristato per quanto accaduto alla sua cultura a causa delle conquiste da parte degli umani e altre razze aliene.
Brevi descrizioni delle antiche glorie delle quarantatré dinastie di Antares s'intrecciano alla storia, creando un intenso contrasto con il decadimento e la rozzezza che ora prevalgono.